# Pravlk obrovský
Pravlk obrovský (Canis dirus – „strašný pes“, případně Aenocyon dirus) je vymřelý druh psovité šelmy. Jednalo se o zřejmě vůbec největší divoce žijící psovitou šelmu, která kdy existovala. Pravlk žil v Americe v období pleistocénu před asi 1,8 mil. – 8 tis. let př. n. l. Dospělí jedinci vážili v průměru 65 kg, což je asi o 30 % více, než je průměrná váha dnešních vlků. Některé současné genetické výzkumy naznačují, že pravlk ve skutečnosti nepatří do příbuzenstva vlků, jak bývá tradičně uváděno, a navrhují jeho vyčlenění do samostatného rodu Aenocyon. Společný předek navrhovaného rodu a rodu Canis měl žít před 5,7 milionu let.

## Fyzický vzhled

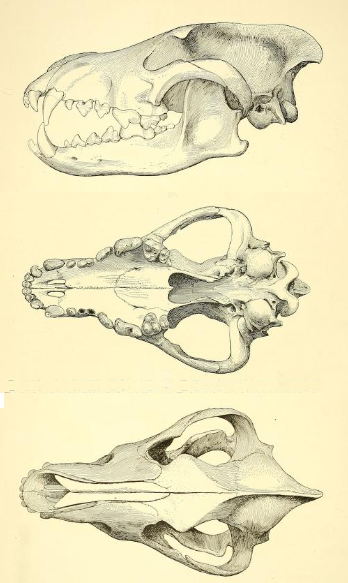
Lebka pravlka

Pravlk měřil na délku asi 1,2–1,5 metru a vážil mezi 50–80 kg. Pohlavní dimorfismus nebyl příliš rozvinutý, samci a samice byli přibližně stejně velcí. Jen u některých populací měli samci větší zuby.
Svým vzhledem se pravlk podobal dnešnímu vlku obecnému. Byly mezi nimi ale některé zásadní rozdíly. Největší vlci současnosti se velikostí blížili průměrným pravlkům, nicméně největší kusy pravlků byly podstatně větší než naprostá většina moderních vlků. Rekordní jedinci vlků obecných však dosahovali přibližně stejné hmotnosti jako velcí pravlci – tedy asi 70–80 kg (Absolutní rekordmani mezi vlky vážili mezi 80–86 kg, zatímco u rekordmanů mezi pravlky lze předpokládat hmotnost okolo 100 kg). Pravlci měli silnější kosti, lebku a zuby. Nebyli ani o tolik vyšší v kohoutku, jako spíše mohutnější.
O tom, zda chrup pravlka sloužil i k drcení kostí, se vedou jisté diskuze. Množství zlomených zubů v nalezených čelistech naznačuje, že pravlk se kostmi živil, ale čelisti k tomu přizpůsobené neměl.

## Objev

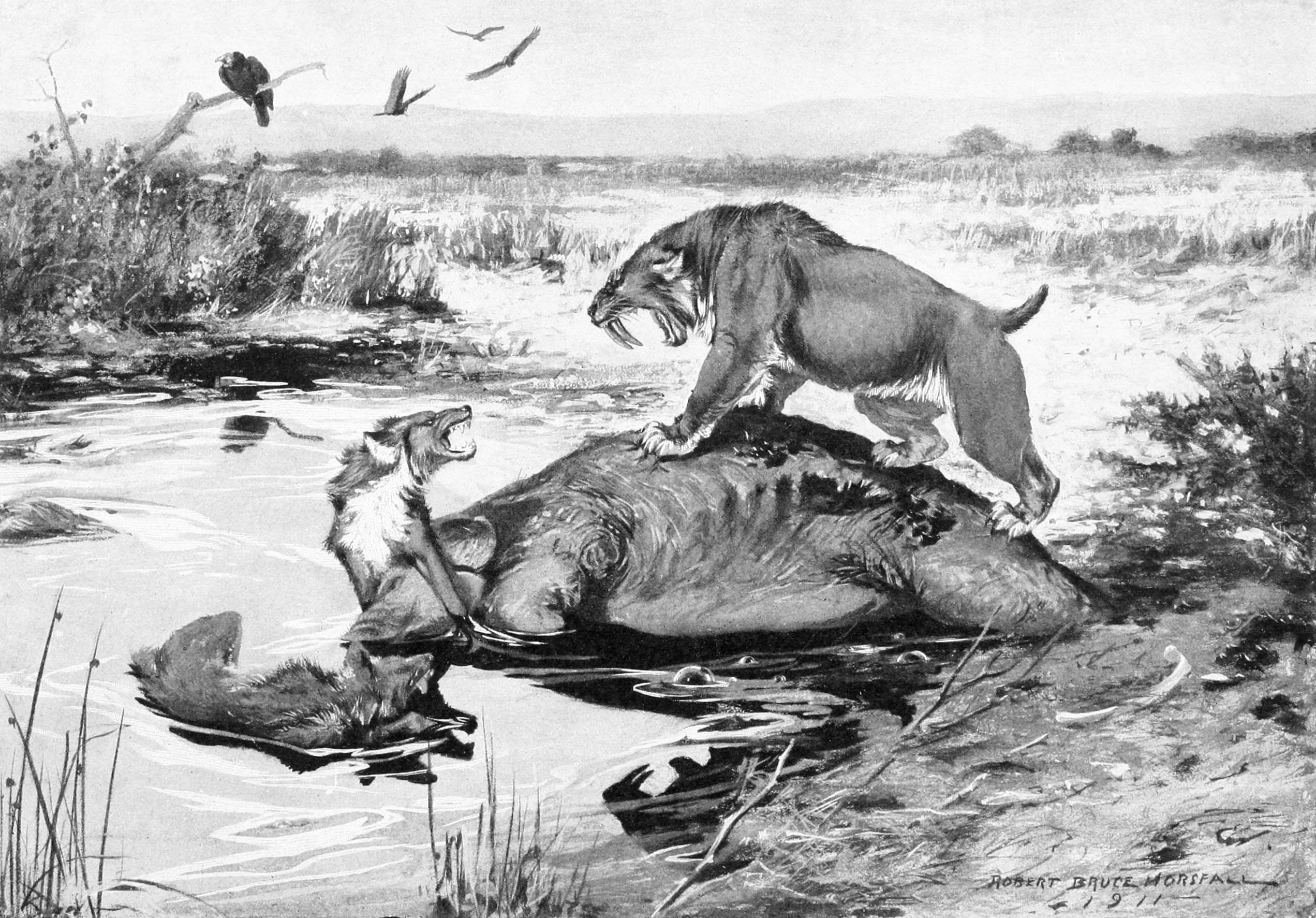
Umělecká představa setkání šavlozubého tygra Smilodon a Canis dirus u mrtvoly mladého mamuta v asfaltové pasti La Brea v dnešní Kalifornii

První nález pravlka byl učiněn v Evansville (Indiana) v létě 1854. Šlo o zkamenělou čelist, která se později dostala k paleontologovi Josephu Leidyovi. Ten následně (1858) publikoval studii, kde druh nazval Canis dirus. Zdaleka nejvíce nálezů se našlo v asfaltových jezírkách La Brea Tar Pits v Kalifornii. Jednalo se o kosti více než 4000 pravlků, což je více jedinců než u jakéhokoliv jiného druhu. Jezírka představovala smrtelnou past, do níž se lapilo obrovské množství zvířat, především predátorů. Pro současné vědce jde naopak doslova o zlatý důl.

## Potrava a chování
Pravlk měl poměrně silný skus uzpůsobený k udržení i větších zvířat. Jeho síla skusu byla asi o 29 % větší než u vlka obecného, ale asi o 36 % menší než stisk lva amerického. Přesto měl zuby méně uzpůsobené drcení kostí, než moderní vlk. Pravlci se zaměřovali na lov větší méně mrštné kořisti, jako byli bizoni a koně. Je pravděpodobné, že lovili i mláďata mastodontů a mamutů. Další kořistí mohla být megatheria a velbloudi američtí. Podobně jako ostatní šelmy nepohrdli ani zdechlinami, což dokládají objevy z La Brea Tar Pits. Zde se nalezlo tak velké množství uvízlých pravlků, že to jednoznačně ukazuje na jejich život ve smečce, která lovila, hodovala a občas i umírala pohromadě.

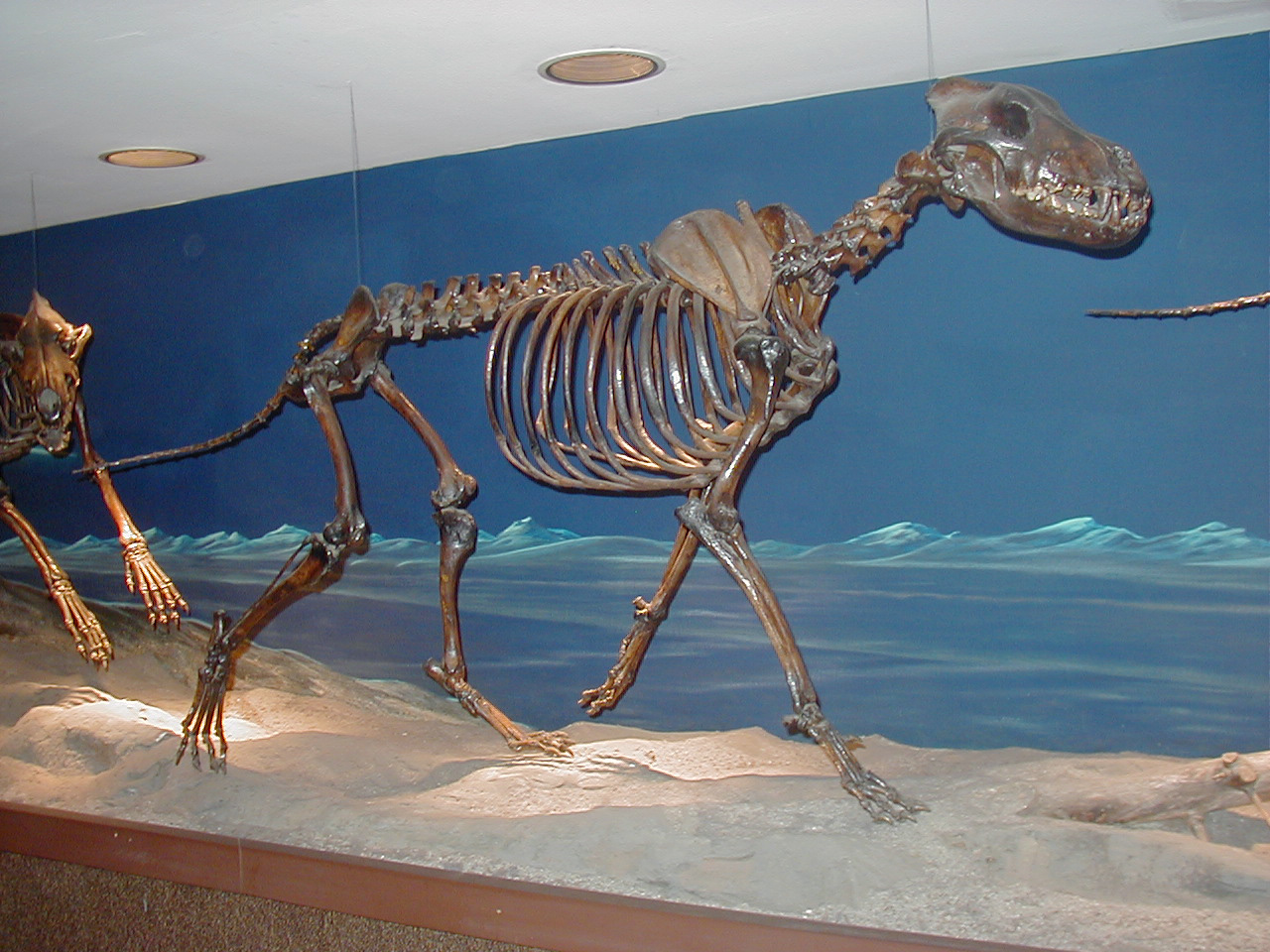
Jedna z mnoha koster pravlka z lokality La Brea

## Vztahy s jinými šelmami
Pravlci koexistovali poměrně dlouhou dobu s mnoha jinými šelmami, jako byli medvěd krátkočelý, smilodon, homotherium, lev americký, gepard americký, kojot, liška, dhoul a vlk obecný. Mnohé z těchto šelem vyhynuly a vzájemné vztahy mezi nimi a pravlky lze jen odhadovat. Svou hmotností a životem ve smečce se pravlk řadil jednoznačně k vrcholovým predátorům. Ale například medvědovi krátkočelému se těžko mohl rovnat a jeví se pravděpodobné, že medvěd pravlky od kořisti vždy odehnal. Šance vůči kočkovitým šelmám byly zřejmě poněkud větší, záleželo na velikosti smečky. Naproti tomu vlk obecný žil velmi pravděpodobně ve stínu svého většího příbuzného a konkurenta. Vlk je původem z Eurasie a s pravlky sdílel americkou přírodu asi 100 000 let. Někteří vědci odhadují, že mohl mít s pravlkem podobný vztah, jako má dnes vůči vlkovi kojot. Což znamená, že se mu spíše vyhýbal a v menších počtech plnil mezery mezi jednotlivými teritorii. Vlk kojoty zabíjí, pokud k tomu má příležitost. Pravlk tak mohl činit s vlky, ale jen v omezené míře, neboť vlk byl evidentně rychlejší a mrštnější. Přímou evoluční linii však s vlky nesdílel, neboť výzkumy ukázaly, že podobný vzhled a způsob života byl dán konvergentním vývojem.

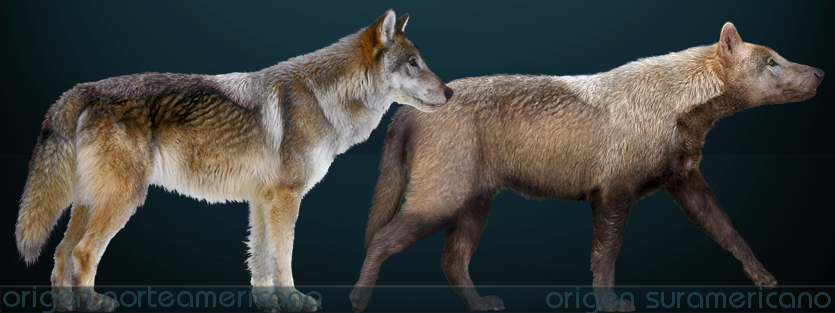
Rekonstrukce dvou poddruhů pravlka. Vlevo severoamerická forma, velmi podobná současnému vlkovi obecnému. Vpravo jihoamerická forma

## Vymření
Pravlk vyhynul asi před 10 000 lety (s možnou odchylkou o 1000 let dopředu i dozadu). Jeho vymizení se kryje s koncem poslední doby ledové, vymřením některých velkých savců a rozšířením člověka v Americe. Proč se tak stalo, je předmětem sporů, podobně jako u jiných vyhynulých živočichů z té doby. Na vině zřejmě bude několik faktorů. Vymizení pleistocenní megafauny, zvýšená konkurence ze strany lidí a možná i vlka obecného. Pravlk se zřejmě nedokázal adaptovat na menší a rychlejší kořist, jako byly různé druhy jelenů. Vyloučit nelze ani možné choroby šířené v období všeobecného oteplování.

## Údajné znovuoživení
7. dubna 2025 ohlásila společnost Colossal Biosciences, že údajně navrátila do světa pravlka prostřednictvím tří geneticky modifikovaných zástupců vlka obecného (Canis lupus) - samce Romula a Rema, narozené v říjnu 2024, a jejich sestry Khaleesi, narozené v lednu 2025. Vědečtí odborníci, mezi nimi paleogenetik Nic Rawlence z University of Otago, kritizují tento narativ, který přejala média. Rawlence v rozhovoru pro web BBC uvedl: "... to, co Colossal vytvořil, je vlk obecný, ale má některé vlastnosti podobné pravlku, jako je větší lebka a bílá srst. Je to hybrid." Romulus, Remus a Khaleesi jsou vlci obecní s pozměněným genotypem, jejichž fenotyp má zhruba odpovídat tomu, jak si společnost představuje vzhled vyhynulého pravlka.

### Popkultura, film
- Populárně naučný film o Canis dirus Prehistoričtí lovci: Pravlk z produkce National Geographic (2007)